# Maurie Plant Meet - Melbourne
Il Maurie Plant Meet – Melbourne, ex Melbourne Track Classic è un meeting internazionale di atletica leggera, inserito nel circuito IAAF World Challenge, che si tiene annualmente nel mese di marzo (ancora estate nell'emisfero australe), all'Olympic Park Stadium di Melbourne in Australia. Nel 2001 si è disputata anche la IAAF Grand Prix Final, in data diversa da quella del meeting tradizionale.

## Edizioni
Di seguito la tabella delle ultime edizioni del meeting.
| Anno | Edizione | Circuito                  | Dettagli                     |
| ---- | -------- | ------------------------- | ---------------------------- |
| 2006 | IX       | IAAF Grand Prix 2006      | Melbourne Track Classic 2006 |
| 2007 | X        | IAAF Grand Prix 2007      | Melbourne Track Classic 2007 |
| 2008 | XI       | IAAF Grand Prix 2008      | Melbourne Track Classic 2008 |
| 2009 | XII      | IAAF Grand Prix 2009      | Melbourne Track Classic 2009 |
| 2010 | XIII     | IAAF World Challenge 2010 | Melbourne Track Classic 2010 |